# Верхний Яр (Свердловская область)
Ве́рхний Яр — деревня в Алапаевском районе Свердловской области России, входящая в муниципальное образование Алапаевское. Входит в состав Останинского территориального управления.

## География
Деревня расположена на левом берегу реки Нейвы, в 20 километрах на северо-восток от города Алапаевска.

## Население
| 2002 | 2010 |
| ---- | ---- |
| 145  | ↘125 |